# قزل‌قیه (چاراویماق)
قزل‌قیه یکی از روستاهای استان آذربایجان شرقی است که در دهستان چاراویماق مرکزی بخش مرکزی شهرستان چاراویماق واقع شده‌است.این روستا ۱۰۶ نفر جمعیت دارد.